# Château de Combret
Le château de Combret est un château du XIIIe siècle, remanié aux XVIe et XVIIIe siècles, qui se dresse sur la commune française de Nauviale dans le département de l'Aveyron, en région Occitanie. Il n'est pas situé à Combret, une commune également d'Aveyron. Le château fait l'objet d'une inscription au titre des monuments historiques par arrêté du 14 décembre 2021.

## Localisation
Le château est situé dans le village de Combret sur un coteau du Créneau, au sud du bourg de Nauviale. La parcelle est délimitée par un mur d'enceinte qui la sépare du village au sud et de l'église à l'est.

## Historique
L'édifice date du XIIIe siècle dont on peut encore observer son logis de plan allongé et la tour de plan carré. Il appartenait aux seigneurs de Beaucaire qui possédaient également un autre château, à présent en ruines sur la commune.
Le château médiéval subit au début du XVIIe siècle de nombreuses transformations pour être converti en demeure aux champs adapté à l'exploitation agricole, notamment la viticulture[réf. souhaitée].
Le logis avec son grand salon et son escalier rampe-sur-rampe ainsi que la grande tour et le mur de clôture sont inscrits au titre des monuments historiques en décembre 2021.

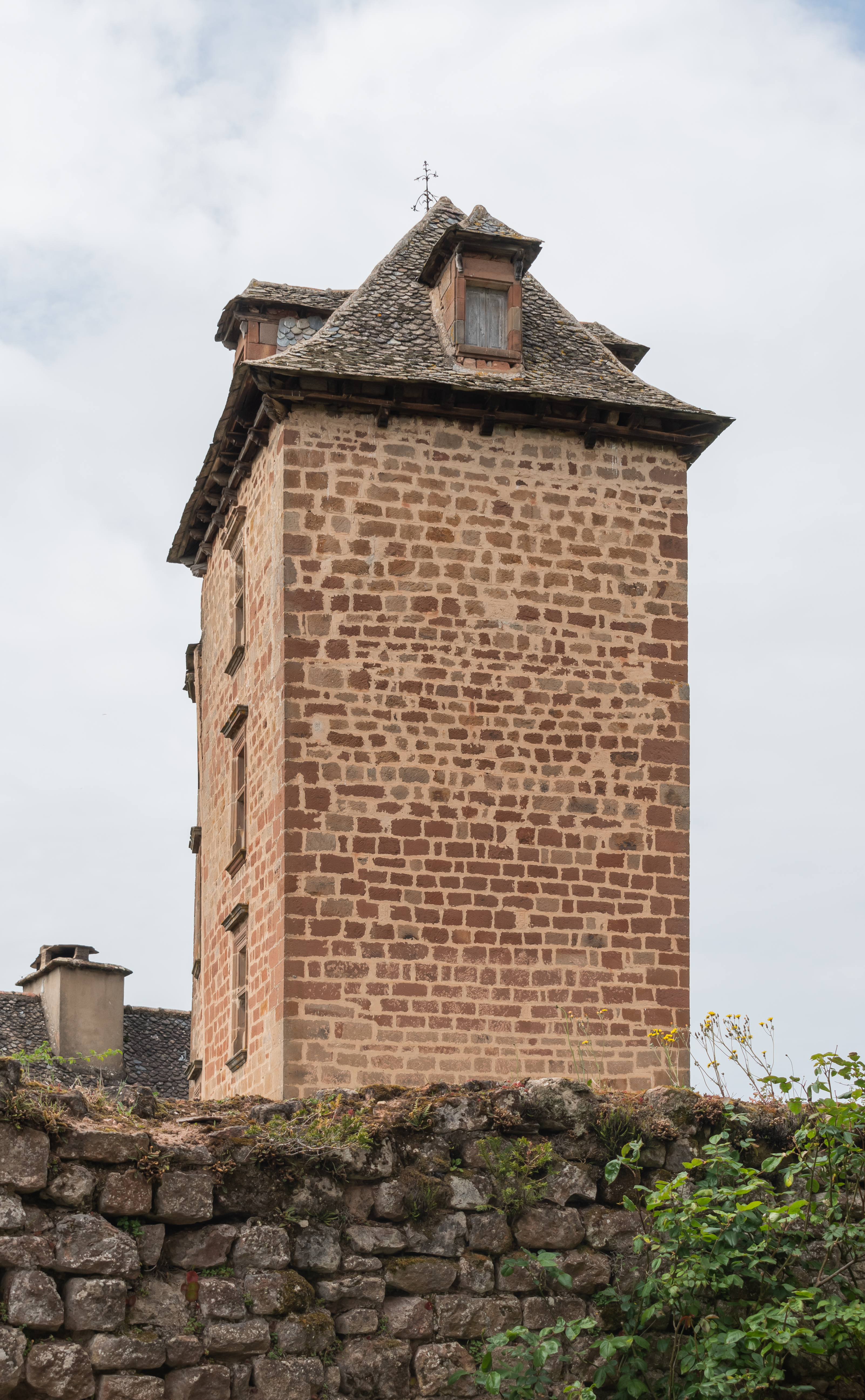
Tour de plan carré du Château de Combret